# نبتة بلايا

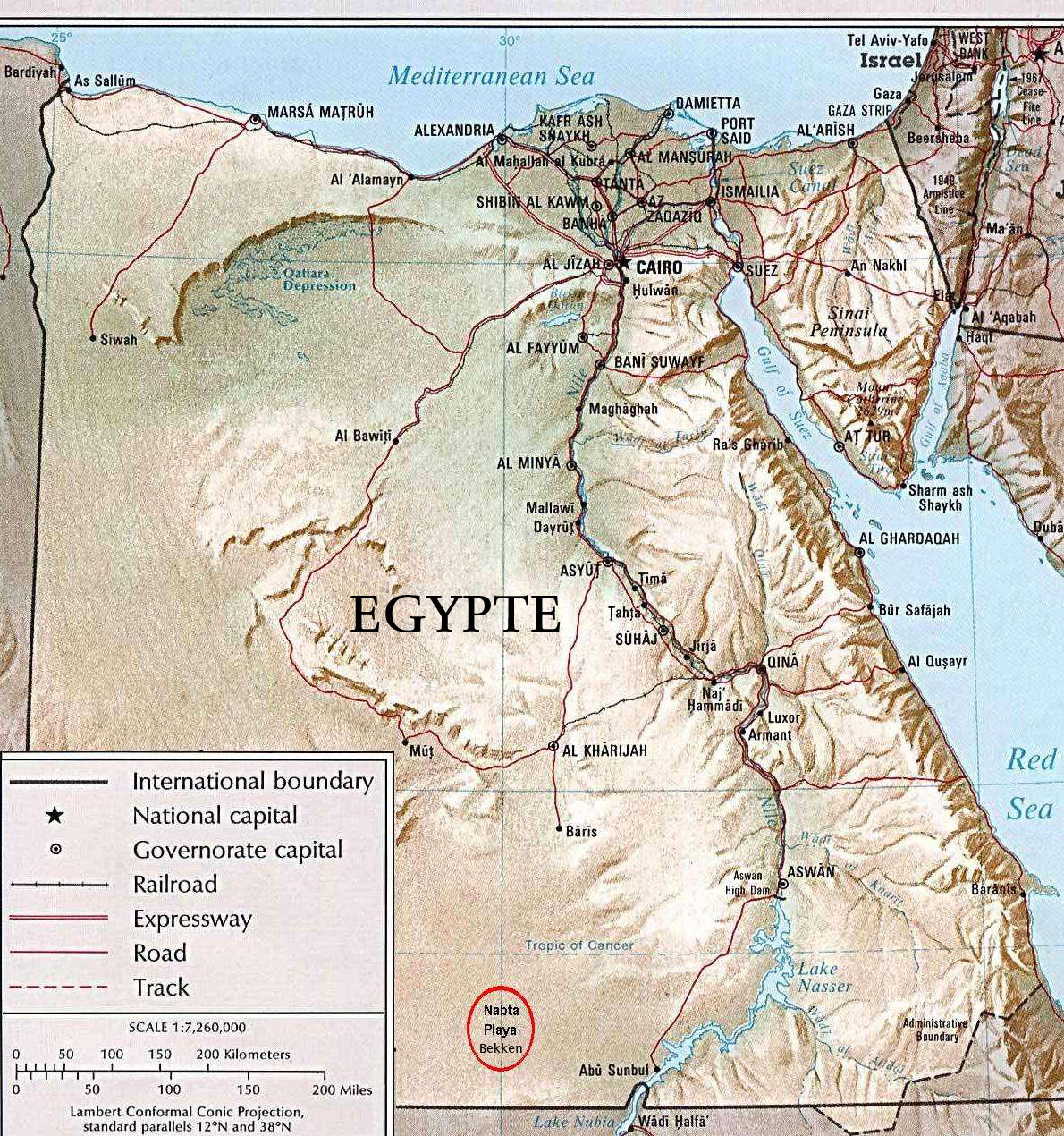
موقع نبتة بقايا في جنوب غرب مصر

كان نبتة بلايا في يوم من الأيام عبارة عن حوض ينضب داخليًا في الصحراء الغربية بمصر، يقع على بعد 800 كيلومتر جنوب القاهرة  أو حوالي 100 كيلومتر غرب أبو سمبل بمحافظة الوادي الجديد جنوب مصر،  22.51 ° درجة شمالًا، 30.73 ° درجة شرقًا اليوم تتميز المنطقة بالعديد من المواقع الأثرية. الموقع الأثري لنبتة بلايا، أحد أقدم المواقع في مصر ما قبل التاريخ، مؤرخ إلى حوالي 13000 قبل الميلاد.
تحتوي نبتة بلايا على أقدم المعالم التي صنعها الإنسان مع محاذاة فلكية دقيقة. في أواخر العصر الحجري الحديث (7500 ق.م - 5400 ق.م)، بنى الرعاة البدو مركزًا احتفاليًا على الشاطئ الغربي لنبتة بلايا، يتألف من حوالي 30 هيكلًا صخريًا معقدًا ودوائر حجرية وخطوط من الحجر الكبير. قد يكون الحجر الكبير قد اصطف ذات مرة مع السماك الرامح، و نطاق الجبار، و الشعرى اليمانية، و رجل القنطور. تشير عمليات إعادة توجيه المجموعة الشمالية من الحجر الكبير إلى استجابة للمبادرة. تشير المدافن المتقنة في المقبرة القريبة في جبل رملة إلى أن الرعاة استقروا هنا كأول مستوطنة بشرية.

## نشأة الموقع
نبتة بلايا عبارة عن حوض يتم تصريفه داخليًا، جرفته الرياح خلال فترة الجفاف الشديد بين 70000 و 13000 سنة قبل الميلاد. يقع على بعد حوالي 100 كم غرب أبو سمبل، وهو ثاني أكبر حوض يتم تصريفه داخليًا في جنوب الصحراء الغربية، ويتغذى عن طريق الجريان السطحي من منطقة ضخمة تبلغ مساحتها حوالي 1500 كيلومتر مربع. أقدم المواقع التي تم التنقيب فيها في نبتة قد قامت بمعايرة تواريخ الكربون المشع التي تراوحت بين 10300 و 9800 قبل الميلاد. بدأت المنطقة في العمل كمركز احتفالي للرعاة خلال العصر الحجري الحديث الأوسط ( 8100 ق.م - 7600 ق.م)، بناءً على المواقد العديدة وأعلى تواتر لعظام الماشية في أي منطقة في الصحراء الغربية. انتهى العصر الحجري الأوسط بجفاف قصير ولكنه عميق، بدأ حوالي 7600 قبل الميلاد، واستمر حوالي 100 عام.
في أواخر العصر الحجري الحديث (7400 ق.م - 6600 ق.م)، بدأت مجموعة جديدة من البدو يترددون على البلايا عندما كان بها ماء. كان هؤلاء الأشخاص، من مجموعة رعاة البقرة (البقارة)، مسؤولين عن دفن الماشية في حجرات مغطاة بطبقة من الطين وسقوف. أدى تناقص هطول الأمطار في أواخر العصر الحجري الحديث إلى بقاء عدد قليل فقط من الملاجئ المروية مثل الجلف الكبير ونبتة بلايا. كانت هناك حاجة إلى تقنيات ملاحية ماهرة بشكل متزايد من الرعاة الرحل لتحديد هذه المصادر المعزولة للمياه. أخيرًا، تم بناء حوالي 30 مبنى صخري معقد جنبًا إلى جنب مع خطوط من جندل خلال العصر الحجري الحديث. امتد العصر الحجري الحديث في نبتة بلايا من 6600 ق.م إلى التخلي التام عن المنطقة في حوالي 5400 ق.م. لقد تخطى هؤلاء البدو الاستقرار مع الزراعة المرتبطة بها والقرى الدائمة والتسلسل الهرمي السياسي، ودخلوا العصر الحجري الحديث المتأخر مع مرجعهم الخاص من المفاهيم التي تشمل علم الفلك وتصميم الهياكل المقدسة والطقوس.
بعد 7500 ق.م، قد يكون المناخ المتغير في الصحراء هو القوة الدافعة الرئيسية لتطوير التعقيد والمعرفة الفلكية والطقوس المعقدة. عندما فشلت الأمطار الموسمية في حوالي 5500 قبل الميلاد، تزامنت الهجرة الجماعية التي تلت ذلك من الصحراء مع ظهور الحياة المستقرة على طول نهر النيل. قد تكون بعض السمات المعرفية لأسرات مصر المبكرة، مثل عبادة الماشية التي عبر عنها تأليه حتحور، إلهة البقر ، قد نتجت عن انتقال البدو إلى وادي النيل.

## الزراعة والتدجين
بدأت الأنشطة في نبتة بلايا بحوالي 11000 ق.م - 9300 ق.م. يبدو أن الناس قاموا برعي الماشية، ولكن هناك جدلًا حادًا حول ما إذا كانت أصناف بوس المكتشفة في الحفريات قد تم تدجينها. لقد تم اقتراح أن سكان نبتة بلايا ربما اعتبروا ماشيتهم كوحدات اقتصادية للمكانة الاجتماعية والمكانة، مثل بعض الرعاة المعاصرين في أفريقيا الذين يقطنون الحيوانات من أجل الإمداد المنتظم بالحليب والدم. ومع ذلك، فإن هذه التأكيدات تخمينية، وقد لا تكون مثل هذه النظائر الإثنوغرافية ذات صلة بإعادة بناء العصر الحجري الحديث.
تسبب الجفاف في جفاف نبتة بلايا بعد 9300 قبل الميلاد وأجبر الناس على الهجرة إلى مناطق بها المزيد من المياه، مما تسبب في زيادة السكان على طول وادي نهر النيل ومناطق أخرى. أسس الأشخاص العائدون إلى نبتا بعد 9000 عام مستوطنات أكبر حيث تم ترتيب الأكواخ في خطوط مستقيمة، وحُفرت آبار المياه الكبيرة. تشير حجارة الطحن العديدة حول نبتة بلايا إلى أنه تم استهلاك أطعمة الحبوب. تم استعادة أكثر من 20000 بقايا نبات متفحمة من 127 نوعًا من الحفريات، بما في ذلك 10 أنواع من الأشجار والشجيرات الشائعة في منطقة الساحل وتتطلب 100-200 مليمتر من الأمطار سنويًا. تضمنت بقايا النباتات القديمة عددًا من الأطعمة النباتية الصالحة للأكل، بما في ذلك أنواع مختلفة من الدخن البري والذرة الرفيعة والبقوليات والدرنات والفواكه. تشير عظام الحيوانات الصغيرة المحفوظة (مثل الأرانب البرية والغزلان) بالقرب من المساكن إلى أن اللحوم كانت جزءًا من القوت المحلي. قبل حوالي 8800 ق.م تم إنتاج الفخار محليًا.
منذ ما بين سنة 8000 و7000 قبل الميلاد، جفت نبتة بلايا وتم التخلي عنها خلال فترتي جفاف رئيسيتين حوصرتهما تواريخ الكربون المشع. مع تطور الظروف شديدة الجفاف، انخفض منسوب المياه، وتضاءلت أراضي السافانا العشبية، واشتد انكماش الرياح، مما خلق ظروف معيشية مستحيلة. عاد الناس إلى نبتة بلايا بعد أن خمدت فترات الجفاف هذه، وأقاموا مجتمعًا أكثر تعقيدًا وتنظيمًا. تشير البقايا الأثرية إلى أن سكان نبتة بلايا مارسوا نظام معتقد طقسي مرتبط بالماشية. تشمل العناصر المحفورة التي تدعم هذا الاستدلال تضحيات الأبقار الصغيرة، ودفنها في غرف مبطنة بالطين ومسطحة ومعلمة بألواح حجرية تعلوها. قام سكان نبتة أيضًا ببناء حوالي 25 مبنى معقدًا بخصائص سطحية وجوفية، بما في ذلك غرف حفرة التخزين والحجر المشكل الذي قد يمثل أقدم منحوتة في هذا الجزء من مصر.
اكتشاف هام آخر في منطقة نبتة بلايا هو مقبرة العصر الحجري الحديث المتأخر. واكتشفت الحفريات أكثر من ثلاثين قبراً، تحتوي على رفات 69 شخصاً. كان لبعض القبور مدافن متعددة ورمزية، وكان هناك أيضًا مدفنان ثانويان، حيث كانت تجاويف العين الهيكلية مملوءة بالأسنان. سلسلة القبور المفروشة تعود إلى 6400 و 6000 سنة الكربون المشع غير المعايرة. تُظهر السلع الجنائزية ذات الصلة - بما في ذلك خرز العقيق، والأساور الصدفية، والأحجار المصقولة، والفخار، والمغرة، والإبر، والأدوات الحجرية، والأشكال المنحوتة - أن سكان نبتا بلايا كانت لهم علاقات تجارية عبر المنطقة. التفسير القائل بأن هؤلاء الناس مارسوا الاستنساخ يتم إثباته من خلال القبور التي تحتوي على قرابين لعظام الماشية المنفصلة وعظام الكابروفيد (مثل الماعز والأغنام). تشير بعض الأدلة التي يعود تاريخها إلى ما يقرب من 8100 عام إلى تدجين الحيوانات الكبيرة والماعز والأغنام وتطور تربية الحيوانات، ولكن هذه تفسيرات مثيرة للجدل.

## وادي الذبائح ودائرة التقويم
على طول الضفة الغربية الصخرية للوادي الذي يدخل نبتة بلايا من الشمال، هناك ما لا يقل عن عشرة أكوام أو مدافن. بنيت من كتل الحجر الرملي المكسورة، احتوت المدافن على قرابين لأجزاء من الماشية والماعز والأغنام المذبوحة. كان المدفن الأكبر وربما الأقدم يحتوي على بقرة صغيرة بأكملها، وهو أثمن عرض يمكن أن يقدمه الرعاة. أسفرت قطعة من الطرف السفلي من سطحها عن تاريخ معايرة للكربون المشع يبلغ 7270 سنة قبل الميلاد كان الحيوان مستلقيًا على جانبه الأيسر متجهًا نحو الشمال والجنوب ورأسه إلى الجنوب. هذا الوادي، الذي يُدعى الآن وادي الأضاحي، جلب الماء إلى البلايا وكان مكانًا مناسبًا لطلب المطر من الآلهة عن طريق تقديم تضحيات الماشية والطقوس الأخرى.
أسفر تاريخ الكربون المشع من موقد مجاور للدائرة عن تاريخ 6800 قبل الميلاد. الدائرة هشة للغاية وتتكون من أحجار يتراوح طولها من 20 إلى 70 سم، موضوعة في الرمال، وكثير منها انهار. من بين الألواح الأربعة عشر المستقيمة المفترضة ، بقي ثمانية فقط في مكانها وقت اكتشاف الموقع . حاول البعض إعادة بناء بناء الدائرة كما كانت. لسوء الحظ، أضاف زوار الموقع مؤخرًا أحجارًا إلى الدائرة دون سبب واضح، ولحمايتها تم نقل الدائرة إلى متحف النوبة في أسوان.
الدائرة، التي يبلغ عرضها حوالي 4 أمتار، تحتوي على أربع مجموعات من الألواح المستقيمة البارزة، والتي يبدو أنها بوابات للعرض. عندما يرقد المرء على الرمال، توفر هذه البوابات خطوط رؤية باتجاه الشمال تقريبًا وموقع شروق الشمس في انقلاب الشمس في يونيو. قد يكشف هذان الاصطفافان عن عنصرين فلكيين رئيسيين في حياة البدو. كان الشمال مهمًا عند التنقل عبر محيطات الرمال في الصحراء. على الرغم من عدم وجود نجم في القطب السماوي الشمالي خلال هذه الفترة، فإن النقطة في السماء التي تدور حولها النجوم كانت أداة ملاحة مفيدة. كان الانقلاب الشمسي لشهر يونيو مهمًا لتحديد موعد قريب من بداية هطول الأمطار الموسمية. يشير ارتباط الدائرة الحجرية بتضحيات الماشية في وادي الأضاحي إلى أنها ربما كانت مكانًا لطقوس صناعة المطر. قد تكون هذه الطقوس في الواقع عامة. يمكن رؤية الظلال الملقاة من إحدى البوابات إلى البوابة المقابلة من قبل مجموعة من الأشخاص الذين يقفون فوق الحجارة وتوفر دقة أكبر من الرؤية من خلال الحجارة القائمة.
تم تقديم تفسيرات بديلة للدائرة الحجرية حيث تم اقتراح أن خط رؤية شمال شرق قد يكون لشروق الشمس في صباح يوم ذروة الشمس، والتي حدثت قبل 22 يومًا أو بعد انقلاب الشمس في يونيو. كما اقترح أن دائرة التقويم قد تشير إلى الارتفاع الشمسي للشعرى اليمانية الذي حدث بالقرب من أول يومين من ذروة الشمس. كان صعود نجم الشعرى الشمسي مهمًا في عصر الأسرة الحاكمة، لأنه بشر بنهر النيل الواهب للحياة؛ ومع ذلك، بالنسبة لبدو الصحراء الغربية ، قد لا يكون هذا الحدث مهمًا.
اقترح تفسيرًا آخر أقل ترجيحًا إلى حد كبير من خلال تركيب ثلاثة من الأحجار الداخلية للنجوم الثلاثة في حزام الجبار كما ظهرت في السماء سنة 6940 ق.م. وقد اقترح أن الحجارة الداخلية الأخرى تمثل منكب الجوزاء والمرزم (نجم) عند سنة 18,500 ق.م. بالنظر إلى العديد من أحجار الدائرة التي لم يتم تضمينها في نموذجه والشكوك المتعلقة بإعادة البناء نفسها، فإن التأكيد على أن الجبار تمثله دائرة التقويم غير مقنع.

## رينج هيل
حوالي 500 متر غرب المجموعة الغربية من الأحجار المتراصة عبارة عن حلقة ثلاثية أكبر من الجنادل، قطرها 17 مترًا. يقع عمود القبر إلى الشرق من مركز الحلقة المزدوجة أو الثلاثية. كانت تحتوي على جمجمة صبي يبلغ من العمر 3 سنوات مع بضع قطع خزفية. يعطي تحليل العظام تواريخ الكربون الراديوي المعايرة 5500 ق.م - 5200 ق.م، مما يجعلها واحدة من آخر الهياكل التي صنعها الإنسان في المنطقة قبل التخلي عنها. يوحي وضع الحجارة في الدائرة الخارجية بترتيب متعمد حول القبر. يشير عدم تناسق الحلقة الداخلية وموقع القبر إلى توجه مقصود نحو شروق الشمس في يوم الاعتدال. هناك سمة بارزة على بعد 1.5 كم إلى الشرق تعرف باسم سالت هيل تحتوي على جندل، والتي كان من الممكن أن تكون بمثابة تبصر اعتدال.

## الهياكل المعقدة
جنوب وادي الأضاحي، يوجد حوالي 30 مبنى صخري معقد تم بناؤه خلال العصر الحجري الحديث. حفر البناة حفرة عبر رواسب بلايا لكشف صخرة الطاولة على عمق 2,6 متر. الصخور عبارة عن عدسة سميكة من الحجر الرملي الكوارتزيت الصلب الذي بقي بعد أن تمت إزالة الرواسب اللينة المحيطة بسبب التعرية. تم تشكيل الجانبين الشمالي والغربي لصخرة الطاولة، ومن المحتمل أن يكون الجزء العلوي منها مشغولاً ومملسًا. يبلغ حجم الصخرة البيضاوية 3,3 م في 2,3 م، ومحورها الطويل محاذي قليلاً إلى الغرب من الشمال. تمت إعادة ملء الحفرة جزئيًا بالرمل، ووضع حجر ثانوي كبير يزن 2-3 أطنان فوق وسط صخر الطاولة. تم تشكيل هذا الحجر بعناية بإسقاط كبير يشبه الرأس، كما تم توجيهه أيضًا بين الشمال والجنوب تقريبًا، بالتوازي مع محور صخرة الطاولة. تم تثبيته منتصباً بواسطة لوحين كبيرين مثبتين على الهيكل في نهايته الشمالية. قد يكون الحجر عبارة عن بقرة قربان بديلة.

## التوافقات
عندما تم التحقيق في البداية من قبل البعثة المشتركة لعصور ما قبل التاريخ، بدا أن الجنادل مجمعة في منطقة واسعة، والتي بدت موجهة بشكل غامض على طول خط 10 شرق الشمال. في عام 1997، بعد استكشاف المنطقة بالتفصيل والجلوس في الرمال بين الجنادل، اكتشفنا أن الأحجار تم تنظيمها على طول ثلاثة خطوط تشع إلى الخارج من أكبر تلة، وهيكل معقد. سمحت لنا هذه الرؤية بتحديد مجموعتين أخريين من الجنادل على طول محاذاة الجنوب الشرقي.
أعطانا الفحم من الحرائق في المحجر القريب خمسة تواريخ من الكربون المشع مرتبطة باستخراج الجنادل التي تتراوح من 6600 إلى 6200 ق.م. من المثير للاهتمام أنه لم يتم استخدام جميع الكتل التي تم استخراجها في المحاذاة أو الهيكل المعقد. حوالي 100 متر شرق المحجر عبارة عن منطقة تخزين حيث تم تخزين العشرات من كتل الحجر الرملي الإضافية.
النجم الأكثر سطوعًا في منطقة السماء شمال خط الاستواء السماوي، السماك الرامح، مرشح معقول للمحاذاة الشمالية الثلاثة. كانت المرات الثلاث التي كانت فيها الثلاث محاذات موجهة إلى مواضع السماك الرامح المرتفعة بعد بداية المحاجر. ربما تم بناء كل من هذه المحاذات الثلاثة لحساب الموقع المتغير لذلك النجم بسبب الاستباقية. ربما كانت هناك بعض التأثيرات المرئية الرائعة عندما كانت المياه الضحلة تقع على البلايا وانعكاسات هذه النجوم في الأفق كانت تتماشى مع الأحجار المتراصة التي ترتفع من المياه المظلمة.
قد يكون المحاذاة، الثانية، مصطفة مع النجوم في حزام الجبار بين حوالي 6300 و 6100 ق.م. مجموعة الجنادل الأولى كانت ستصطف مع الشعرى ورجل القنطور، وهو ثالث ألمع نجم في سماء الليل. باستثناء المحاذاة الأولى، تقع كل هذه التواريخ ضمن النافذة المحددة بواسطة التواريخ من المحجر. ربما تم وضع هذا الجندل في مكانها باستخدام الجنادل التي تم تخزينها في المحجر.

## السكان
انطلاقا من المدافن المتقنة في المقبرة القريبة في جبل رملة، على بعد حوالي 20 كم من نبتة بلايا، كان البدو المرتبطون بالمركز الاحتفالي مزدهرًا وصحيًا، ويمتلكون حسًا جماليًا قويًا، وكانوا مهتمين بالحفاظ على موتاهم وتكريمهم. يشير فحص ملامح الأسنان إلى وجود مجموعتين مختلفتين من سكان البحر الأبيض المتوسط وجنوب الصحراء الكبرى في المقبرة. يكشف عدم وجود اختلافات في سلع الدفن أنه كان هناك القليل من التقسيم الطبقي الاجتماعي في المجتمع، إن وجد. يظهر عدم وجود تضخم في مينا الأسنان أن الأطفال يجب أن يكونوا أصحاء ويتغذون جيدًا. كانت جميع المقابر الأولية في وضع مرن، موجهة نحو الغرب، تواجه الجنوب. كانت هناك دفن ثانوية، والتي قد تكون لبدو رحل ماتوا أثناء السفر.

## وجهات نظر بديلة
اقترح أن صخور الطاولة الموجودة في قاعدة التومولوس تمثل مجرة درب التبانة كما تُرى من خارج مجرتنا. واقترح أيضًا أن تحتوي محاذاة الأحجار على قيم مسافات المرزم (نجم) ومنكب الجوزاء والنطاق (الجبار) ومينتكا ونيلم (نجم) (الموضوعة على مسافات بمقاس 0.799 سنة ضوئية لكل متر على الأرض)، الأمر الذي يتطلب معرفة المنظر النجمي والمنحنيات الضوئية من متغير قيفاوي، و المنظر الطيفي. وغني عن القول أنه لا يوجد دليل في علم الآثار يدعم وجود مثل هذه التكنولوجيا العالية. اقترح بروفي أيضًا أن السطح المنحني لتمثال البقرة يمثل الإشعاع الكوني الميكروي المتبقي من الانفجار العظيم. تذكر هذه المقترحات غير العادية بأمر كارل ساجان: «الادعاءات غير العادية تتطلب أدلة غير عادية».
اقترح أن يكون النسر الواقع والدبة والقائد أهدافًا للمحاذاة الشمالية الشرقية خلال الفترة 8400 - 8100 ق.م. لم يحدث أي من هذه الارتباطات النجمية المقترحة خلال العصر الحجري الحديث أو العصر الحجري الحديث عندما تم استخراج الحجارة ونقلها إلى مكانها. تتعارض هذه الفرضيات البديلة مع التحقيقات الأثرية في المنطقة، ولا سيما التسلسل الزمني والسياق الثقافي. هنا كما هو الحال في المواقع الأخرى حيث أجريت تحقيقات أثرية جوهرية، يجب إعطاء الأولوية للأدلة الأثرية عند التكهن بدور علم الفلك في الثقافة.

## الملاحظات الختامية
يأتي الدليل على الاهتمام المبكر جدًا بالسماء من قبل هؤلاء الرعاة القدامى في ثلاثة أشكال. يكشف الاتجاه المتكرر للحجارة على طول اتجاه الشمال والجنوب، والتوجهات الأساسية لمدافن البشر والماشية عن ارتباط رمزي مبكر بالشمال. تم العثور على الجزء الثاني من الدليل على علم الفلك في الدائرة الحجرية، مع خطي رؤية باتجاه الشمال واتجاه شروق الشمس بالقرب من انقلاب الشمس في يونيو. الحجارة صغيرة، لكن الأزواج الأربعة من الألواح المستقيمة التي تشكل خطوط الرؤية أكثر جوهرية وتعني القصد. هناك إشارة إلى اتجاه رينج هيل نحو الشرق. أخيرًا، محاذاة الحجارة، التي إذا كانت موجهة عن قصد إلى ألمع نجوم نبتة بلايا، فإنها توحي باهتمام أكثر عناية بالسماء. تكريم هؤلاء النجوم أمر مفهوم إذا اعتمد البدو عليهم للملاحة عبر الصحراء. عندما يكمن الماء في البلايا، كانت انعكاسات هذه النجوم بين الحجارة الموجودة في المياه المظلمة قوية.
تم توفير السياق الثقافي لعلم الفلك في نبتة بلايا بتفصيل كبير من خلال عمل البعثة المشتركة لعصور ما قبل التاريخ. على سبيل المثال، نحن نعرف التواريخ التي تم فيها استخراج الحجارة، وتعداد الطبيعة وشبكات التجارة الواسعة التي تعتمد على 67 مدفنًا أوليًا وثانويًا، عبادة الماشية من قبل الرعاة الرحل، تطور الثقافات من 10,800 قبل الميلاد.
يمتد المركز الاحتفالي لنبتة بلايا لمسافة كيلومترين على طول الحافة الغربية للحوض. تحتوي المحاذاة الستة، التي تمتد شرقًا إلى الحوض، على إجمالي 26 ميجاليث. يبلغ متوسط وزن الـ 19 ميجاليث في المحاذاة، والتي لدينا قياسات جيدة لها، 2,6 طن متري، وتتراوح صعودًا إلى أكبر حجارة في محاذاة يصل وزنها إلى 12 طنًا متريًا. يمثل وضع هذه الحجارة في البلايا خلال فترة انخفاض هطول الأمطار استثمارًا كبيرًا في الوقت والموارد في نشاط تجاوز البقاء. كما يعرض أيضًا مهارات الإدارة والتحكم في مجموعة من الأشخاص لفترات طويلة من الوقت، وهو أمر غير متوقع لمجموعات العصر الحجري الحديث المتأخر في الصحراء. لا يزال المعنى الكامل للهياكل المعقدة ووجود صخور الطاولة المدفونة بعيد المنال. قد تكشف صخرة الطاولة الخاصة بالهيكل المركب، إلى جانب المحاذاة التي تشع للخارج نحو النجوم، عن اعتقاد مبكر في حركة شبيهة بالشامانية من العالم السفلي إلى السماء.